# Уловка 22 (Остаться в живых)
«Уловка 22» (англ. Catch-22) — 17-й эпизод третьего сезона телесериала «Остаться в живых», и 66-й во всём сериале. Сценарий к эпизоду написали Джефф Пинкнер и Брайан К. Вон, а режиссёром стал Стивен Уильямс. Центральный персонаж эпизода — Десмонд Хьюм (Генри Иэн Кьюсик).

## Сюжет

### Воспоминания
Воспоминания в этом эпизоде показывают, что Десмонд заканчивает свой испытательный обет молчания после вступления в монастырь. Его встречает брат Кэмпбелл, который приветствует его в аббатстве. Они быстро начинают ладить друг с другом, и в один день они начинают наносить этикетки на винные бутылки. Пока они разговаривают, входит монах и сообщает Десмонду о посетителе. Входит мужчина и бьет Десмонда по лицу, затем извиняется перед Кэмпбеллом и уходит. Десмонд решает навестить свою старую любовь, на которой он должен был жениться после шести лет знакомства, но бросил её за неделю до свадьбы, чтобы стать монахом. Дерек, мужчина, который напал на него, открывает дверь, но его быстро прерывает Рут, старая любовь Десмонда. Она приглашает его войти, где он объясняет, что его позвали присоединиться к монастырю. Однако Рут обвиняет его в том, что он боится, и обвиняет его в том, что у него не хватает порядочности признаться во всём, когда он расстаётся с женщиной. Позже тем же вечером Десмонд напивается вином, которое он помогал маркировать. Брат Кэмпбелл ловит его за этим делом и сообщает что в этом году они заготовили всего 108 ящиков этого вина. Затем  лишает Десмонда духовного сана. Однако на следующий день он просит Десмонда помочь погрузить ящики с вином в машину одного из клиентов. (Когда Десмонд говорит с братом Кэмпбеллом, в сцене показывают фото брата Кэмпбелла и Элоизы Хоукинг на столе). Когда он выкатывает их, то встречает клиентку, Пенни Уидмор, которая предлагает взять его с собой.

### На острове
Эпизод начинается с того, что Десмонд, Хьюго «Хёрли» Рейес, Джин Су Квон и Чарли Пэйс идут по джунглям, разговаривая о супергероях, когда Чарли внезапно попадает в одну из ловушек Руссо, и поэтому стрела попадает ему в горло. Десмонд пытается помочь ему, но Чарли умирает у него на руках. Затем мы видим цепочку коротких воспоминаний — Хёрли поднимает трос из песка, красный свет падает с неба, Джин и Чарли держат парашют в джунглях, а человек застрял на дереве.
После этого мы видим Десмонда, который рыбачит на пляже, и становится ясно, что всё это было одним из видений Десмонда. Он оглядывается и видит, что Чарли всё ещё жив и здоров. Десмонд подходит к Хёрли и просит отвести его к кабелю. Хёрли делает вид, что ничего не знает, но в конце концов Десмонд уговаривает его рассказать ему, а также просит пойти с ним в поход. Они навещают Джека, чтобы забрать аптечку первой помощи, при этом Десмонд говорит ему, что у него растяжение лодыжки. Джек поначалу настроен скептически, но в конце концов даёт её. Затем Хёрли требует, чтобы Десмонд рассказал ему, что он задумал. Десмонд объясняет, что у него было больше видений, но они не были показаны по порядку, поэтому всё должно происходить так, как в его видении.
Тем временем Сойер подходит к Кейт в палатке, пока она переодевается, и он спрашивает её, знает ли Джек об их интрижке, когда они находились в плену. Она объясняет, что Джек видел, как они занимались сексом через мониторы слежения. Сойер пытается флиртовать с ней, но Кейт игриво отмахивается от него.
Десмонд просит Хёрли поговорить с Джином, чтобы он присоединился к ним в «походе», и он соглашается. Затем Десмонд подходит к Чарли с такой же историей, но Чарли видит её насквозь и расспрашивает его о своих видениях. Десмонд уступает и объясняет, но лишь малую часть, чтобы убедить Чарли пойти с ними. Они идут по пляжу до того места, где Хёрли впервые обнаружил кабель. Десмонд предлагает им разбить здесь лагерь до следующего утра, что заставляет Чарли насторожиться.
Тем временем в лагере, Кейт и Джек беседуют на кухне и вспоминают дни, проведённые на острове. Кейт пытается общаться с Джеком и вернуть всё в норму между ними двумя, но он просит у неё её ложку и отправляется в палатку Джульет, где он ужинает с ней. Кейт расстраивается, поэтому она идёт в палатку Сойера и соблазняет его.
В лагере четверых у костра слушают историю о привидениях, которую рассказывает Джин (на корейском). Чарли замечает, что смотрит на совместное фото Десмонда и Пенни. Чарли спрашивает, как он мог оставить такую красивую женщину. Десмонд отвечает, что он трус. Их разговор прерывает звук приближающего вертолёта. Думая, что их спасут, они вдруг замечают, что вертолёт звучит неправильно, и слышат, как он падает в океан. Однако Джин замечает в небе мигающий маяк, приземляющий где-то в джунглях. Десмонд хочет идти за ним, но Чарли предлагает подождать до утра. Десмонд неохотно соглашается.
На следующее утро Джек и Джульет разговаривают, продолжая строить её палатку на пляже. Вскоре к ним подходит Сойер, который предлагает Джеку сыграть в пинг-понг. Когда Сойер говорит, как странно вернуться обратно, Джек раскрывает, что накануне вечером он разговаривал с Кейт, но ужинал с Джульет.
Десмонд, Чарли, Джин и Хёрли отправляются в джунгли. Чарли натыкается на маленькую гавайскую куклу, которую они сначала принимают за одну из ловушек Руссо. Затем Десмонд находит рюкзак, застрявший на дереве над Хёрли, и снимает его. Внутри они находят спутниковый телефон, который перестал работать, и книгу под названием «Ardil-22» (португальский перевод романа Джозефа Хеллера «Уловка-22»). Внутри неё Десмонд находит идеальную копию фотографии с ним и Пенни, что заставляет его и Чарли подозревать, что Пенни и есть тот самый человек, который прыгнул с парашютом на острове.
Сойер подходит к Кейт и даёт ей кассету («Избранное Фила Коллинза»), которую он украл у Бернарда. Затем он спрашивает её о том, почему она пришла к нему вчера, спрашивая его, расстроилась ли она из-за Джека и Джульет. Сойер обвиняет её в том, что она использует его, и говорит ей, что «достаточно попросить», прежде чем уйти, оставляя её расстроенной.
Всё ещё находясь в джунглях, Десмонд и Чарли обсуждают причины, по которым он взял их в поход. Вскоре начинается дождь, и Десмонд с нетерпением ждёт, когда группа наберёт темп. Хёрли и Чарли обсуждают, кто быстрее, Супермен или Флэш, как было показано в видении Десмонда в начале эпизода. Как и предназначалось, Чарли активирует ловушку, которая должна убить его. Однако Десмонд роняет его на землю, спасая его жизнь и едва избежав стрелы. Чарли сразу же понимает, что Десмонд знал, что это произойдёт.
Пока они идут дальше, Джин и Десмонд никак не могут решить, в каком направлении двигаться дальше. Хёрли предлагает им с Чарли пойти в одну сторону, а Джин и Десмонд в другую. Чарли тут же отказывается и хочет пойти с Десмондом. Когда они остаются одни, Чарли кричит на Десмонда за то, что не сказал ему правду о своих видениях, на что тот отвечает, что «для Десмонда было бы бесполезно спасать его, так как это будет повторяться снова и снова», ссылаясь на «испытание Богом». Их внезапно зовёт Джин, так как они с Хёрли обнаружили маяк и парашютиста, неподвижно свисающего с деревьев. Десмонд взбирается на дерево и отрезает парашют, чтобы Джин, Чарли и Хёрли могли использовать его в качестве страховочной сетки, когда Десмонд освободит пилота. Будучи убеждённым, что он наконец воссоединится с Пенни, Десмонд быстро снимает шлем и обнаруживает, что это другая женщина (Наоми). Когда эпизод заканчивается, она бормочет имя Десмонда.

## Производство
В официальном пресс-релизе, персонаж Марши Томасон был изначально указан как «парашютистка», прежде чем получить имя Наоми.

## Реакция
Во время оригинального показа эпизод посмотрели 12,08 миллионов зрителей. Крис Каработт из IGN написал, что «мысль о том, что обычно добросердечный и милый Десмонд ведёт Чарли к его смерти, является интригующей», но раскритиковал сюжетную линию с любовным треугольником, назвав её «шагом назад». В другой статье для IGN 2014 года, Эрик Голдман поставил «Уловку 22» на 72-е место из всех эпизодов «Остаться в живых». LA Times поставил этот эпизод на 81 место в списке лучших эпизодов сериала.